# Bellevalia hackelii
Bellevalia hackelii é uma espécie de planta com flor pertencente à família Liliaceae.
A espécie foi descrita por Josef Franz Freyn e publicada em Oesterr. Bot. Z. 27: 289., no ano de 1877.
Encontra-se protegida por legislação portuguesa/da Comunidade Europeia, nomeadamente através do Anexo IV da Diretiva Habitats.
Na sua fase esporofítica o número de cromossomas é igual a 8.

## Descrição
É um planta rupícola, geófita, de porte herbáceo que produz bolbos que podem atingir até 30 cm de diâmetro. Podem ter até 5 folhas, que têm um formato linear, com inserção basal, podendo ser mais compridas que a inflorescência que pode apresentar até 30 flores, de cor azul a violeta. A época de floração dá-se de Junho a Outubro. O perianto apresenta forma tubular. As cápsulas têm a forma de globo, podendo atingir até 7 mm.

## Distribuição
Trata-se de uma espécie endémica de Portugal continental, nomeadamente da zona do Algarve. Não ocorre nos arquipélagos dos Açores e Madeira. 

## Sinonímia
Segundo o The Plant List, esta espécie tem os seguintes sinónimos:
- Bellevalia dubia subsp. hackelii (Freyn) Feinbrun
- Hyacinthus dubius subsp. hackelii (Freyn) K.Richt.